# Serres (departement)
Serres (Grieks: Σερρών, Serron) is een departement (nomos) in de Griekse regio Centraal-Macedonië. De hoofdstad is de gelijknamige stad. Het departement had 201.408 inwoners (2001).

## Geografie
Het departement grenst in het uiterste noordwesten aan het land Noord-Macedonië, in het noorden aan de Bulgaarse oblast Blagoëvgrad, en verder aan de Griekse departementen Drama in het noordoosten, Kavala in het zuidoosten, Thessaloniki in het zuidwesten en Kilkis in het westen. Verder grenst het in het uiterste zuiden voor zo'n 10 km aan de Golf van Strimon.
Serres wordt van noord naar zuid doorsneden door de rivier de Strymon, waarvan de vallei een groot deel van het landschap bepaalt en waar veel landbouw wordt bedreven. In het noordwesten van de vallei bevindt zich het Kerkinimeer, een stuwmeer. Achter dit meer, in het noordwesten ligt het grensgebergte Belasica, in het noordoosten liggen de bergen van Orvelos en Menoikio (zuidelijke uitlopers van de Pirin), en in het zuidoosten ligt het Pangaion gebergte.

## Plaatsen[2]
Door de bestuurlijke herindeling (Programma Kallikrates) werden de departementen afgeschaft vanaf 2011. Het departement “Serres” werd een regionale eenheid (periferie-district of perifereiaki enotita). Er werden eveneens gemeentelijke herindelingen doorgevoerd, in de tabel hieronder “GEMEENTE” genoemd.
| Plaats           | Hoofdplaats (vroeger) | Postcode | GEMEENTE         | Hoofdplaats van de gemeente |
| ---------------- | --------------------- | -------- | ---------------- | --------------------------- |
| Achinos          | Sitochori             | 622 00   | Visaltia         | Nigrita                     |
| Alistrati        |                       | 620 45   | Nea Zichni       | Nea Zichni                  |
| Amfipoli         | Palaiokomi            | 620 41   | Amfipoli         | Rodolivos                   |
| Emmanouil Pappas | Chryso                | 620 46   | Emmanouil Pappas | Chryso                      |
| Irakleia         |                       | 624 00   | Irakleia         | Irakleia                    |
| Kapetan Mitrousi | Provatas              | 621 00   | Serres           | Serres                      |
| Kerkini          | Rodopoli              | 620 52   | Sintiki          | Sidirokastro                |
| Kormista         | Nea Bafra             | 620 47   | Amfipoli         | Rodolivos                   |
| Lefkonas         |                       | 621 xx   | Serres           | Serres                      |
| Nea Zichni       |                       | 620 42   | Nea Zichni       | Nea Zichni                  |
| Nigrita          |                       | 622 00   | Visaltia         | Nigrita                     |
| Petritsi         | Neo Petritsi          | 620 43   | Sintiki          | Sidirokastro                |
| Proti            |                       | 620 47   | Amfipoli         | Rodolivos                   |
| Rodolivos        |                       | 620 41   | Amfipoli         | Rodolivos                   |
| Sérres           |                       | 621 00   | Serres           | Serres                      |
| Sidirokastro     |                       | 623 00   | Sintiki          | Sidirokastro                |
| Skotousa         |                       | 621 00   | Irakleia         | Irakleia                    |
| Skoutari         |                       | 621 00   | Serres           | Serres                      |
| Strymonas        | Neos Skopos           | 621 00   | Irakleia         | Irakleia                    |
| Strymoniko       |                       | 620 54   | Emmanouil Pappas | Chryso                      |
| Tragilos         | Mavrothalassa         | 620 49   | Visaltia         | Nigrita                     |
| Visaltia         | Dimitritsi            | 622 00   | Visaltia         | Nigrita                     |
| Achladochori     |                       | 623 00   | Sintiki          | Sidirokastro                |
| Agkistro         |                       | 623 00   | Sintiki          | Sidirokastro                |
| Ano Vrontou      |                       | 621 00   | Serres           | Serres                      |
| Oreini           |                       | 621 00   | Serres           | Serres                      |
| Promachonas      |                       | 623 00   | Sintiki          | Sidirokastro                |